# Strellson

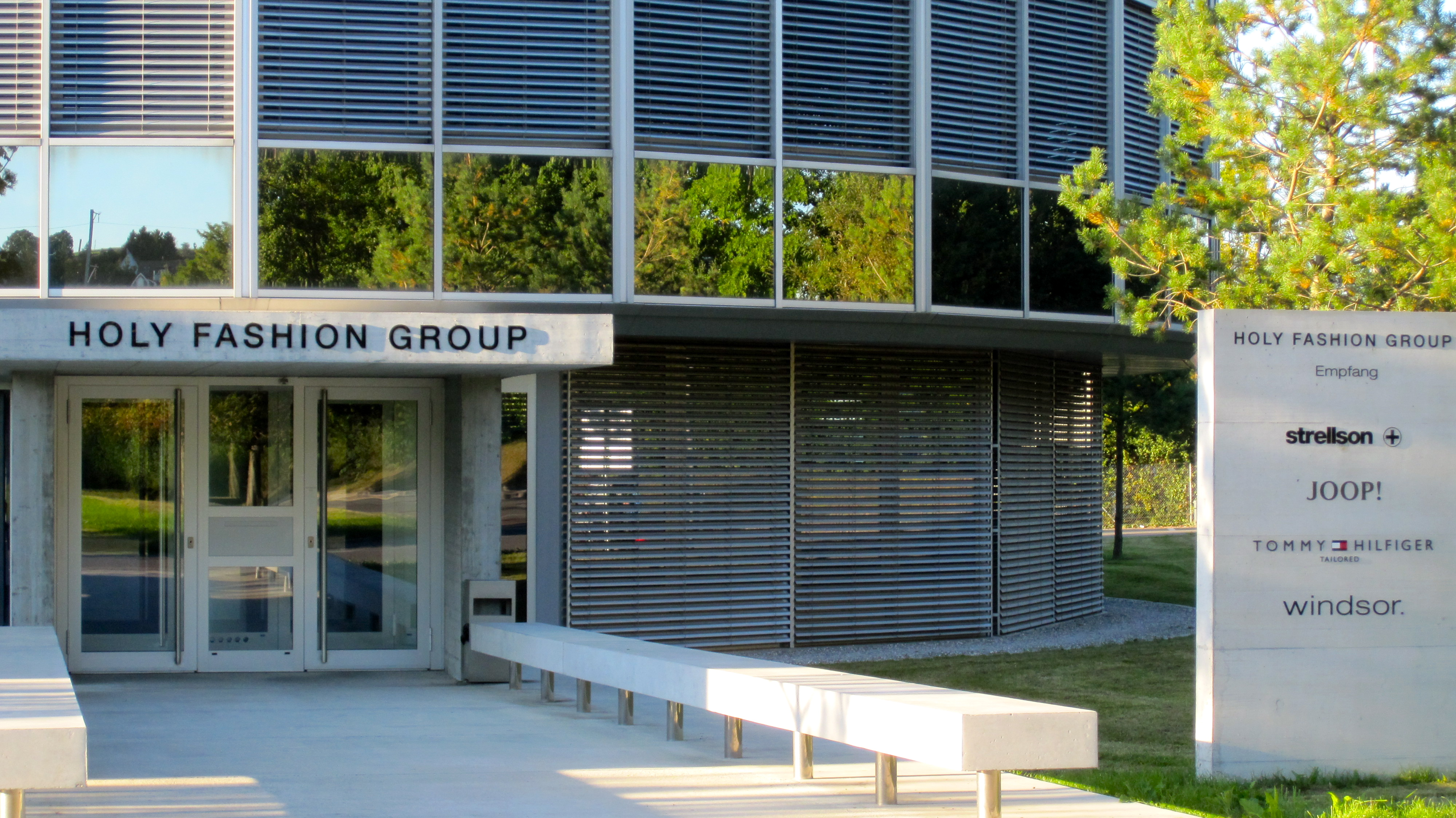
Офис компании Strellson в Кройцлингене

Strellson AG — швейцарский производитель модной мужской одежды. Главный офис компании находится в Кройцлингене (кантон Тургау).
С 2005 года Strellson принадлежит компании Holy Fashion Group.

## История
Компания Strellson была основана в 1993 году братьями Уве и Йохеном Холи. Они сделали ребрендинг производителя пальто Friedrich Straehl & Co. AG, приобретённого ими в 1984 году. Под управлением генерального директора Райнера Пихлера (нем. Reiner Pichler) Strellson был разрекламирован финансовой прессой Германии за двукратный годовой рост в течение первых десяти лет существования бренда.
В 2008 году член Бундестага Джем Оздемир, получивший от журнала Men’s Health звание «наиболее хорошо одетого политика Германии», участвовал в качестве модели для рекламной акции компании Strellson. Куртка с капюшоном, сделанная Strellson, вызвала реакцию в британской прессе, так как в комплекте с ней продавался швейцарский армейский нож. Поскольку продажа ножей несовершеннолетним запрещена в Великобритании, розничные продавцы были вынуждены не продавать продукцию Strellson.

## Условия труда
В 2010 году неправительственная организация Erklärung von Bern на основе исследований и поиска в Интернете среди 77 лейблов составила стандарты условий труда в странах-производителях. Strellson по этим стандартом находится в средней категории «начинающий» (нем. "Einsteiger").

## Журнал
Компания Strellson занимается публикацией журнала N°1, в котором содержатся работы известных фотографов. Этот журнал по состоянию на 2007 год имеет тираж в 45 000 экземпляров и продаётся в киосках, книжных магазинах и магазинах Strellson.